# Ramsès Wissa Wassef
Pour les articles homonymes, voir Wissa et Wassef.
Ramsès Wissa Wassef, né le 9 novembre 1911 au Caire et mort le 13 juillet 1974 à Agouza (en) (district de Gizeh),  est un architecte et designer égyptien, professeur d'art et d'architecture à la faculté des Beaux-Arts du Caire (Université Helwan).
Ramsès est également un potier et tisserand qui a appris à de nombreux enfants défavorisés égyptiens à tisser des tapisseries.
Le père de Ramsès Wissa Wassef était un avocat, chef de file du mouvement nationaliste qui a persuadé le Parlement égyptien à développer les arts en l'Égypte.
Après avoir terminé l'école secondaire, Ramsès voulait devenir un sculpteur, mais les conseils de son père le font changer d'avis et il commence à étudier l'architecture en France à l'École des Beaux-Arts de Paris. Son projet de thèse « Une maison de potier dans le Vieux Caire » a reçu le premier prix en 1935. Il avait une passion pour la beauté de la forme et a déclaré : « On ne peut pas séparer la beauté de l'utilité, la forme de la matière, les travaux de sa fonction, l'homme de la création artistique. »
La famille de Ramsès Wissa Wassef a fait don de tous ses dessins originaux d'architecture à la Bibliothèque des livres rares de l'université américaine au Caire.

## Architecture et Design
Au début de sa carrière en 1935, Ramsès a été frappé par la beauté des villes médiévales et les vieux quartiers du Caire. Sa vision a été rempli avec l'harmonie et la beauté pittoresque des villages, avec la simplicité de certaines maisons anciennes, ses ruelles étroites ombragées. Ramsès y a vu le contraste avec la froideur de la plupart des bâtiments modernes. Pourquoi, se demandera-t-il lui-même, était-il possible pour les artisans dans le passé de réussir là où aujourd'hui les architectes échouent. Ramsès n'a pas de grands projets, tels que des ensembles de logements et des complexes, qui sont rentables en raison de leur uniformité. Sa principale préoccupation est la manière dont les conditions de l'individu dans une civilisation mécanique pourraient progressivement être humanisée. Aidé par sa formation en architecture classique et ses études de l'histoire de l'art et de l'architecture, Ramsès conçoit progressivement les éléments d'un style architectural portant l'empreinte de sa personnalité propre pour relever le défi de l'époque sans rompre avec le passé. Impressionné comme il l'a été par la beauté des maisons nubiennes dans les villages autour d'Assouan, qui conservent coupoles et voûtes, forme héréditaire la plus ancienne des dynasties pharaoniques, il a décidé de maintenir leur présence dans son propre travail d'architecture pour des raisons d'esthétique, climatique et d'économie. Ramsès intègre les compétences d'un certain nombre de métiers traditionnels tels que les tailleurs de pierre, les charpentiers, des souffleurs de verre et les potiers qui ont hérité des techniques et traditions de l'Égypte ancienne. Un certain nombre de ses réalisations universellement admirées architecturalement sont :
- le « Mahmoud Mokhtar Sculpture Museum » (musée de sculptures Mahmoud Mokhtar), au Caire ;
- l'église copte Saint Mary dans le quartier Zamalek au Caire ;
- d'autres églises dans le Caire, Alexandrie, et Damanhour, y compris l'église Saint-George dans Héliopolis ;
- le lycée « Junior école » à Bab El Louk au Caire ;
- sa propre maison à Agouza, au Caire et plusieurs maisons privées le long de la route de la pyramide de Saqqarah ;
- « Adam Henein Chambre », à Harrania Gizeh. Adam a été son élève à l'école des Beaux-Arts ;
- le « Ramses Wissa Wassef Art Center » qui comprend les ateliers de tapisserie et la galerie Habib Georgi, musée de sculptures.

## «Wissa Wassef Art Center» et enseignement de l'art
Ramsès Wissa Wassef tente de prouver que l'art est inhérent à tout le monde et il peut prospérer en dépit de l'influence de la production de masse qui tue la créativité. Il a pour objet de prouver que les enfants peuvent grandir et devenir des artistes, s'ils sont encouragés à travailler dans l'art et de vivre entouré par d'autres artistes. Il fonde le Ramses Wissa Wassef Art Center en 1951 près des pyramides pour enseigner à de jeunes villageois égyptien comment créer des tapisseries d'art. Il estime que tous les enfants sont dotées d'une puissance créatrice qui comprend une étonnante variété de potentialités. Ce pouvoir est nécessaire pour l'enfant pour construire sa propre existence. L'Art Center donne à Ramsès l'occasion de concevoir et de mettre en œuvre ses idées architecturales en toute liberté. Il est également l'occasion pour Ramsès d'enseigner l'art local de construction des dômes et des voûtes, qui a traditionnellement été exécuté par les constructeurs d'Assouan, en Haute-Égypte.

Lorsque le « Ramses Wissa Wassef Art Center », a remporté le prestigieux Prix d'Architecture Aga Khan en 1983, le comité d'attribution résume avec éloquence le projet comme suit : 
« Pour la beauté de son exécution, la haute valeur de ses objectifs, ainsi que la puissance de son influence à titre d'exemple ; pour son rôle comme un pôle d'art et de la vie, telle que représentée par son emplacement, son endurance, sa continuité et sa promesse, le projet est parfaitement adapté à son environnement, le renforcement du rôle de la terre comme matériau de construction et la démonstration de l'innovation dans l'organisme de volumes et de ses subtiles de la lumière. Le Ramses Wissa Wassef Art Center, est un lieu social de soutien parce qu'il est poétique, où les jeunes tisserands tapissiers de la communauté ont été libres de développer un artisanat artistique, produisant des tapisseries de grande excellence et notoriété. »
Wissa Wassef enseigne aux enfants de s'exprimer eux-mêmes dans le tissage de tapisseries ; c'est un processus de création pour les enfants parce qu'aucun dessin préliminaire n'est utilisé. À la fin des années 1960, le Wissa Wassef Art Center est bien connu dans de nombreux pays et devient un arrêt pour les touristes en Égypte.
Wissa Wassef aime la poterie et est un potier accompli. Une partie de l'Art Center a été et est toujours destinée à l'enseignement de la poterie, bien connu parmi les potiers du monde.
Aujourd'hui, le centre est en plein essor et même après le décès de son fondateur en 1974, il est toujours célèbre pour son expérience dans la créativité et l'exposition de ses tapisseries. En 2006, l'Art Center a organisé une exposition à l'École des études orientales et africaines à l'université de Londres pour commémorer ses cinquante ans de créativité. Le livre, « Paysages égyptien », édité lors de la fête des cinquante ans du centre, comprend des photographies du bâtiment central tout au long des années, des photographies des tapisseries du début, et montre comment le travail développé et l'expérience dans la créativité et de l'éducation se poursuit.

## Professeur d'art et d'architecture
Ramsès enseigne l'architecture et l'art au département d'architecture de la faculté des Beaux-Arts du Caire, qu'il préside. L'enseignement fait penser à Ramsès aux conditions requises pour la formation d'un artiste, il pense que l'effort créatif est le plus important.
Après avoir enseigné les rudiments du tissage, il a délibérément isolé les complexes de toute influence extérieure. Encouragés par les premiers résultats, il a étendu l'expérience à d'autres matériaux :
- tapis noués, tissage de coton sur les métiers à tisser horizontal,
- vitraux, à l'aide de la technique orientale de verre coloré et des matériaux traditionnels (plâtre de construction, briques, parois en terre).

Les résultats comme dans le cas du tissage tapisserie dépasse les prévisions les plus optimistes. Wissa Wassef aime le verre et est bien connu pour ses expériences avec le verre et les dessins de vitrail.
La vie de Ramsès Wissa Wassef a été entièrement consacrée à l'art, qu'il considère comme le meilleur moyen de communication entre les êtres humains. Sa méthode d'enseignement novateur est un acte d'amour et de foi dans le potentiel de l'enfant. Il a prouvé que rien n'est impossible avec l'intelligence du cœur et la sensibilité artistique.

## Récompenses
- Prix national égyptien pour les arts - 1961, pour son dessin des vitraux pour bâtiment de l'Assemblée nationale au Caire ;
- Prix Aga Khan d'architecture 1983 de la Fondation Aga Khan (en) (Aga Khan Foundation, AKF), pour ses réalisations et en particulier pour l'Art Center à Harrania, Gizeh.